# Burni Pantan Dedap
Burni Pantan Dedap är ett berg i Indonesien.   Det ligger i provinsen Aceh, i den västra delen av landet, 1 600 km nordväst om huvudstaden Jakarta. Toppen på Burni Pantan Dedap är 2 570 meter över havet, eller 540 meter över den omgivande terrängen. Bredden vid basen är 15,5 km.
Terrängen runt Burni Pantan Dedap är bergig söderut, men norrut är den kuperad. Runt Burni Pantan Dedap är det mycket glesbefolkat, med 7 invånare per kvadratkilometer. I omgivningarna runt Burni Pantan Dedap växer i huvudsak städsegrön lövskog.